# Устиновская поселковая община
Устиновская поселковая община (укр. Устинівська селищна громада) — территориальная община в Кропивницком районе Кировоградской области Украины.
Административный центр — поселок Устиновка.
Население составляет 10023 человек. Площадь — 942 км².
Община создана 12 июня 2020 года на территории упразднённого Устиновского района Кировоградской области.

## Населённые пункты
В состав общины входят 1 посёлок и 35 сёл:
- Поселок Устиновка
  - Солнцево
- Докучаевский старостинский округ:
  - Докучаево
  - Мальчевское
  - Медовое
- Ингульский старостинский округ:
  - Анно-Требиновка
  - Берёзовка
  - Завтурово
  - Ингульское
  - Константиновка
  - Любовичка
  - Медвежья Балка
- Криничеватский старостинский округ:
  - Березоватка
  - Криничеватка
  - Лебединое
  - Новокиевка
- Криничненский старостинский округ:
  - Криничное
  - Наримановка
  - Новоустиновка
  - Садки
- Новоигоревский старостинский округ:
  - Марьяновка
  - Новоигоревка
  - Третье
  - Тырлова Балка
- Седневский старостинский округ:
  - Александровка
  - Анно-Леонтовичево
  - Козловское
  - Малая Анновка
  - Новочигиринка
  - Переможное
  - Седневка
  - Селиваново
- Степановский старостинский округ:
  - Брусовка
  - Орлова Балка
  - Степановка
  - Степовое